# تاو¹ مار
تاو¹ مار یک ستاره است که در صورت فلکی مار قرار دارد.